# Absent Lovers: Live in Montreal
Albums de King Crimson
The Night Watch
(1997) Cirkus: The Young Persons' Guide to King Crimson Live
(1999)
Absent Lovers: Live in Montreal est un album live de King Crimson, enregistré en 1984 et sorti en 1998. L’enregistrement a eu lieu lors de la dernière prestation de leur tournée. 

## Titres
Toutes les chansons sont d'Adrian Belew, Bill Bruford, Robert Fripp et Tony Levin, hormis Red et Larks' Tongues in Aspic (Part II), qui sont de Robert Fripp seul.

### Disque 1
1. Entry of the Crims – 6:27
2. Larks' Tongues in Aspic (Part III) – 5:05
3. Thela Hun Ginjeet – 7:07
4. Red – 5:49
5. Matte Kudasai – 3:45
6. Industry – 7:31
7. Dig Me – 3:59
8. Three of a Perfect Pair – 4:30
9. Indiscipline – 8:14

### Disque 2
1. Sartori in Tangier – 4:40
2. Frame by Frame – 3:57
3. Man With an Open Heart – 3:44
4. Waiting Man – 6:26
5. Sleepless – 6:08
6. Larks' Tongues in Aspic (Part II) – 7:54
7. Discipline – 5:04
8. Heartbeat – 5:15
9. Elephant Talk – 8:56

## Formation
- Robert Fripp : guitare
- Adrian Belew : guitare, batterie, chant
- Tony Levin : basse, Chapman stick, synthétiseur, chant
- Bill Bruford : batterie, percussions